# 虚偽告訴等罪
虚偽告訴等罪（きょぎこくそとうざい）とは、刑法が定める犯罪類型の1つで、他人に刑罰や懲戒を受けさせる目的で、嘘の被害で告訴する行為を内容とする。虚偽告訴だけでなく、虚偽の告発や、処罰を求めての申告も含む。
虚偽の申告で人を貶めることを古くは讒訴（ざんそ）または誣告（ぶこく）といった。旧刑法下でも誣告罪（ぶこくざい）と呼んでいた。　

## 概説
保護法益は、第一次的には国家の適正な刑事司法作用という国家的利益であり、二次的に個人の私生活の平穏という個人的利益であると解するのが通説である。
本罪が成立するためには、これら両者がともに危殆化されることを要する。
本罪の有罪判決のほか公訴棄却・免訴を含む本罪の「証明」となる確定判決は、本罪にかかる虚偽告訴によって有罪判決を受けた者について、再審請求の法定事由となる。

## 虚偽告訴等罪

### 客観的要件
本罪の行為は「虚偽の告訴、告発その他の申告」である。警察など行政機関に申告したり、弁護士会に対して弁護士の懲戒請求をする場合も本条に該当しうる。
虚偽告訴罪にいう「虚偽」の申告とは、客観的事実に反する申告を行うことをいう（最高裁昭和33年7月31日決定刑録15輯518頁）。申告された事実は刑事処分・懲戒処分の成否に影響を及ぼすものであることを要し、捜査機関・懲戒機関の職権発動を促すに足る程度に具体的であればよい。
既遂時期は、虚偽の申告が担当官署に到達した時点である。

### 主観的構成要件
本罪は目的犯であり、「人に刑事または懲戒の処分を受けさせる目的」が必要である。ここでいう目的とは、確定的な刑事処分や懲戒処分を意図するものである必要はなく、刑事捜査・懲戒調査の対象とする目的で足りる。すなわち、虚偽申告により刑事または懲戒の処分がなされるか否かについては未必的な認識で足りる。

## 統計
警察庁が発表する犯罪統計書によると、最近10年分の虚偽告訴罪のデータは次の通りである。おおむね年間30件から40件程度で推移している。検挙人員の男女差は小さいものの、やや男性の方が多い傾向にある。
| 年度   | 認知件数 | 検挙件数 | 検挙人員 | 検挙人員 | 検挙人員 |
| 年度   | 認知件数 | 検挙件数 | 男       | 女       | 総数     |
| ------ | -------- | -------- | -------- | -------- | -------- |
| 2013年 | 44       | 33       | 20       | 21       | 41       |
| 2014年 | 43       | 35       | 17       | 13       | 30       |
| 2015年 | 39       | 35       | 25       | 16       | 41       |
| 2016年 | 29       | 21       | 9        | 8        | 17       |
| 2017年 | 37       | 39       | 19       | 20       | 39       |
| 2018年 | 44       | 31       | 11       | 17       | 28       |
| 2019年 | 35       | 42       | 32       | 21       | 53       |
| 2020年 | 40       | 37       | 21       | 12       | 33       |
| 2021年 | 42       | 29       | 20       | 15       | 35       |
| 2022年 | 47       | 42       | 23       | 16       | 39       |
| 総数   | 400      | 344      | 197      | 159      | 356      |